# Fondation Axiane
 (juin 2020).
 (juin 2020).
Axiane est une fondation suisse d’utilité publique sans but lucratif, de droit privé, créée en 1996. Axiane développe des activités dans le domaine de l'anthropologie clinique (Daseinsanalyse, psychiatrie existentielle pour enfants et adultes) en lien avec le patrimoine culturel et naturel de Porrentruy et de sa région (Jura, Suisse) où elle a pris son domicile. Elle organise des ateliers, séminaires, concerts, spectacles, édite des documents audiovisuels et des publications. Ces activités répondent aux choix professionnels et aux principaux axes d’intérêt et de recherche de ses fondateurs.

## Historique
Les fondateurs d'Axiane sont le psychiatre Robert Christe (directeur du Service médico-psychologique du Jura depuis 1960, puis directeur de la nouvelle division de logopédie clinique de la Faculté de Médecine de Berne créée en 1978, professeur émérite en 1986) ainsi que la psychologue, psychothérapeute et logopédiste Marie-Madeleine Christe-Luterbacher (responsable de 1975 à 1985 de la formation pratique en logopédie dans la même faculté, division de logopédie clinique).
Tous deux s'étant consacrés aux troubles de l’expression verbale, ils ont introduit une dimension esthétique dans leur pratique clinique et thérapeutique. Leur approche, particulièrement attentive à l'écoute, à la manière de dire, de taire ou de dénier sa souffrance, se focalise sur l'énonciation verbale, la réalisation sonore que l’on donne à la parole. Diverses publications théorisent et rendent compte de leurs démarches : La parole troublée, « Suivre la parole en clinique psychiatrique » , « Parler sans pouvoir dire », « Mécanisation », « Dans le sillage de l’ours », « La parole comme principe de la clinique », « Comprendre une parole troublée ». 
C'est dans la perspective de sortir du cadre strictement clinique et de décloisonner les frontières entre la pratique psychiatrique et les disciplines artistiques, qu'ils fondent Axiane.

## Principes de la fondation
Considérant qu'à la plainte et au temps de la thérapie doit suivre une passerelle menant vers la pratique artistique, la fondation propose aux malades de s'intégrer à la production d'un spectacle, en dehors de la relation patient-thérapeute. Ils peuvent alors agir et s'exprimer au contact de personnes étrangères ne connaissant pas leur condition. 
Axiane organise des ateliers, des stages, des concerts et des représentations d’opéras intégrant, dans un même cadre, patients, artistes amateurs et professionnels provenant d’horizons divers sans marquer de différences en raison des savoir-faire. L’objectif est de retrouver une expression d’origine, de susciter  chez tous, artistes et spectateurs, le désir de s’entendre, la possibilité de se rencontrer et de se comprendre.
La musique, notamment le chant, constitue la discipline artistique privilégiée par Axiane. Une dynamique d'atelier permet à chacun de travailler au sein du groupe sans perdre son individualité . II s'agit pour Axiane de "retrouver les formes natives, non par esprit de culte du passé ou de commémoration d’un temps révolu, mais parce qu’elles n’ont pas subi l‘évolution naturelle qui va dans le sens d’une forme de plus en plus accomplie, donc figée et devenant incapable de transformation. Une forme de germination vers quelque chose de neuf. L’écoute, c’est l’ouverture".
La fondation étend ses activités à des projets ayant des affinités avec la philosophie clinique et la psychiatrie existentielle (séminaires, éditions et création d'archives sonores, en particulier avec le philosophe Henri Maldiney et le psychiatre Roland Kuhn. Ainsi en participant à l'organisation du colloque inaugural de la fondation de l’Association Internationale Henri Maldiney, à l’Abbaye de Royaumont (2008). Les archives d’Axiane contiennent, entre autres, des vidéos de ce colloque ; la correspondance bilingue (français-allemand) entre R.Kuhn et H.Maldiney 1953-2004, Rencontre–Begegnung. Au péril d’exister,  a été publiée en 2017.

## Productions d’Axiane
Afin de constituer un espace adapté à ses activités, la fondation a procédé en 1995 à la restitution dans son état d’origine du chœur de l’ancienne église du Collège des Jésuites de Porrentruy (1680). Les premières années sont montées les œuvres emblématiques du répertoire baroque sacré sous la direction musicale de Michael Radulescu : la Passion selon saint Matthieu (1996), Le Messie (1997), la Passion selon saint Jean (1998), l’Oratorio de Noël (1999), la Messe en si (2000). Certaines de ses productions ont fait l'objet de publications discographiques. À partir de 1998, la musicologue et chanteuse Anne-Marie Deschamps (fondatrice de l’ensemble Venance Fortunat) conçoit des concerts et des spectacles musicaux mêlant monodies et polyphonies des XIIe – XVe siècles : ainsi Le Génie de l’an Mil (2000), Le surgissement du lieu (2001), le Chant des profondeurs (2003). Parmi les points culminants, deux productions du Don Giovanni de Mozart (2005 et 2007, cette dernière diffusée par la Télévision Suisse Romande). Ont été également organisés des lectures avec Jean Gillibert, des ateliers et spectacles de danse avec Jean Guizerix et Wilfride Piollet, ainsi que des cycles de concerts de musique instrumentale consacrés à J. S. Bach et Beethoven

## Mise en valeur du patrimoine
En 1998, la Bibliothèque Cantonale Jurassienne présente à la demande de R. Christe, en quête d’écrits premiers de la région du Jura, le Graduel de Bellelay (Ms18), un parchemin méconnu de 362 pages, du XIIe siècle, rassemblant notamment le propre des chants liturgiques de l’abbaye de Bellelay. Dès cette année, Anne-Marie Deschamps intègre ce répertoire régional inédit aux stages et concerts. En 2001, la fondation effectue la première édition intégrale de ce Graduel en fac-similé numérique de très haute définition (Etienne Perrenoud, PMM). Ce fac-similé a été mis en libre accès sur le site d’Axiane, complété par des transcriptions, un index, des enregistrements sonores, des textes, des traductions, des commentaires musicologiques, des vidéos. 
En 2004 la fondation organise, à l’abbatiale de Bellelay,  un colloque international sur le Graduel, suivi d’un concert de chants du manuscrit (diffusé par RSR-Espace 2).  
Une copie sur CD de la numérisation compressée en PDF du Graduel a été offerte, à sa demande, à l’École des Chartes (Paris) qui l’a publiée sur son site en 2006 et qualifiée de première mondiale. 
La mise en valeur de l'orgue de l'église des Jésuites (Jürgen Ahrend 1985, d’après G. Silbermann) a donné lieu à l'enregistrement et à la publication d'une intégrale de l’œuvre pour orgue de J. S. Bach par Michael Radulescu. 

## Discographie et vidéographie
- Bach, J.S., Orgelwerke . Michael Radulescu à l'orgue J. Ahrend de Porrentruy (enregistrement 1998-2004). Axiane (18 CD).
- Bach, J.S., Die Kunst der Fuge. Michael Radulescu à l'orgue J. Ahrend de Porrentruy (2004). Axiane (2 CD)
- Bach, J.S., Passion selon Saint Matthieu. 1996 live Axiane 2 CD.
- Bach, J.S., Passion selon Saint Jean. 1998 live Axiane 2 CD
- Le chant des origines : Graduel de Bellelay : XIIe siècle. Editions Monthabor – Axiane, coffret de 1 DVD et 1 CD, 2016 :    
  1. Le fabuleux voyage du Graduel de Bellelay, film de Manuella Maury, Romain Guélat et Didier Humbert. Documents audio-visuels d’Axiane – Edition de l’Office de la culture de la République et Canton du Jura – Image et son, (1 DVD) 2015
  2. Le chant des origines, sélection de pièces du Graduel de Bellelay, par Venance Fortunat et le chœur de l’Atelier d’Axiane, direction Anne-Marie Deschamps (1 CD) 2005